# (15435) 1998 VS28
A (15435) 1998 VS28 a Naprendszer kisbolygóövében található aszteroida. A LINEAR projekt keretében fedezték fel 1998. november 10-én.